# Space Debris (Band)
Space Debris ist eine Band aus Süddeutschland, die instrumentale Musik in der Tradition des Kraut-, Psychedelic- und Hard Rocks der frühen 1970er Jahre produziert.

## Geschichte
Konzeptionell und namentlich aus der Taufe gehoben wurde die Band 2001 von Christian Jäger, der neben dem Schlagzeugspiel auch das Management, Mixing + Mastering sowie Artwork der Band erledigt. Gründungsmitglieder sind außerdem Tommy Gorny (Gitarre, selten auch Bass) und Tom Kunkel (Orgel), der ausstieg und seit 2008 von Winnie Rimbach-Sator ersetzt wurde. Bisher wurden 20 Platten in Eigenregie – davon 10 Studioplatten – produziert, die jeweils als CD und zum Großteil auch auf Schallplatte vorliegen. Dabei wurde die Band im eigenen Studio in den ersten Jahren durch verschiedene Gastmusiker verstärkt. Die Erstauflagen einiger LPs erzielen als Einzelstücke bereits erhöhte Sammlerpreise. Zudem gibt es eine, im Rahmen eines WDR-Rockpalast-Drehs des Burg-Herzberg-Festival 2006 entstandene DVD Into the Sun eines kompletten Konzerts von Space Debris, die auch als CD-Version über das Label in-akustik erschienen ist. Mit dem erneuten Auftritt auf dem legendären Burg-Herzberg-Festival, kehrten Space Debris 2015 an den Ort ihres ersten großen Erfolgs zurück. Von diesem Auftritt ist seit Februar 2016 eine weiter DVD erhältlich, diesmal mit visuell-psychedelischen Spezialeffekten unter dem Motto "Into The Moon".
Sowohl mit ihrer dritten LP Three, als auch mit der vierten Elephant Moon, schaffte es die Band jeweils in die Rangliste der besten Jahresveröffentlichungen der Leser des Eclipsed-Rockmagazins. Sie hatte Auftritte auf der Zappanale 2007 und auf dem Finkenbach Festival 2012 sowie in Belgien, der Schweiz und in den Niederlanden. Nach der 2008 veröffentlichten und aufwändig gestalteten Triple LP Elephant Moon gab es einen maßgeblichen Besetzungswechsel. Das Trio wuchs mit Bassisten zum Quartett und Winnie Rimbach-Sator stieg nach zwei erfolgreichen Gastauftritten fest als neuer Keyboarder in die Band ein. Die Band spielte in dieser Besetzung die im Mai 2009 veröffentlichte CD Live Ghosts ein, die im Frühjahr 2010 durch die Mithilfe des Labels Green Brain auch als DLP inklusive dreier Bonussongs veröffentlicht werden konnte. Seit 2011 hat die Band sogenannte Archive-CDs im Programm, wobei einzig Archive Volume 1 Journey to the Starglow Restaurant mittlerweile auch auf Vinyl erschienen ist. Die seit dem anwachsende Archive-CD-Reihe enthält Aufnahmen aus allen Bandbesetzungen seit Gründung der Band.
Seit den Auftritten 2012 auf dem Finkenbach-Festival und dem Freak-Valley-Festival war bis einschließlich Herbst 2015 Mitja Besen (zuletzt beim Little-Woodstock-Festival) an der Bassgitarre, mit dem im Mai 2013 die 10. DLP She’s a Temple veröffentlicht wurde. Die seit 2008 erste Studio-DLP mit dem Titel Phonomorphosis wurde ebenfalls in dieser Besetzung im Jahr 2014 eingespielt und präsentiert vier 20-minütige Longtracks, die jeweils eine Plattenseite füllen. Das Coverpainting ist von Magic Petra, die auch bereits für die Platten Live Ghosts und Elephant Moon die Frontcover-Fotos geschossen hatte und die als Sängerin zusammen mit Christian Jäger in einem Bandprojekt 2015 die LP/CD Paisley Tree(Same) veröffentlicht hat. Live erfolgten 2013–2015 mehrere Auftritte gemeinsam mit der Ax Genrich Band (ex Guru Guru Gitarrist) unter dem Motto: „Masters of Kraut“. 2016 spielte die Band als Headliner auf dem Starkenburg-Festival in Heppenheim bereits mit der Bassistin Vroni Frisch, die seit 2017, nämlich seit dem Auftritt auf dem "World-Music-Festival Loshausen" (s. DLP Mountain Ultimate) festes Bandmitglied am Bass ist. Kurz davor, noch mit dem immer wieder beteiligten Bassisten Janni Schmitt (der außerdem Tourmitglied der Miller Anderson Band und Pete York ist), veröffentlichte die Band 2017 die Doppel-LP/CD Behind the Gate. Dies ist die 6. reguläre Studioplatte der Band, zählt man die lediglich auf CD erschienen "Archive"-Produktionen nicht mit. 2018 wurde erstmals eine Musikkassette Spacedelic Odyssey veröffentlicht.

## Stil
Die Band verbindet Stilmittel des Krautrock (Can, Birth Control, Amon Düül etc.) und des frühen, britischen Psychedelic-Rock (Pink Floyd, Deep Purple, Brian Auger, Jimi Hendrix etc.) zu einer eigenen homogenen Musik. Von der Musik-Presse (Moonhead-Magazin März/2005) wurde Space Debris deshalb als „bisher fehlendes Bindeglied“ zwischen diesen beiden musikhistorischen Polen bezeichnet. Dabei bedient sich die Band des von der Krautband Can maßgeblich vorangetragenen Konzepts der „Spontankompositionen“, indem aus freiem Spiel ohne Absprachen ein kompositorisches Gerüst entsteht, das melodiös und rhythmisch Bestand hat.

## Diskografie

### Alben
- 2002: Krautrocksessions 1994–2001 (als CD + Doppel-LP / Vinyl-Neupressung als Deluxeausgabe incl. Bonusmaterial 2017)
- 2005: Kraut Lok (als CD und Doppel-LP/Vinyl-Neupressung als Deluxeausgabe incl. Bonusmaterial 2017)
- 2006: Three (als CD und LP (mit Poster) und CD als Neuauflage 2016 mit 3 Bonussongs)
- 2007: Into the Sun – Live at Herzberg Festival 2006 (als DVD und CD)
- 2008: Elephant Moon (als Doppel-CD und Triple-LP)
- 2009: Live Ghosts (als CD, seit 2010 auch als DLP-Vinyl)
- 2011: Journey to the Starglow Restaurant – Archive Vol. 1 (als CD und seit 2019 auch DLP mit 30 Min. Bonusmaterial)
- 2011: All Man – Archive Vol. 2 (als CD)
- 2011: Deepest View – Archive Vol. 3 (als CD)
- 2013: She’s a Temple (als CD und Doppel-LP, remasterte Neuauflage als Deluxefassung mit bedruckten Innenhüllen 2018)
- 2014: Phonomorphosis (als CD und Doppel-LP & Special Edition mit farbigem Vinyl und anderem Artwork)
- 2015: At Finkenbach (als CD)
- 2016: Live at Herzberg-Festival 2015 (als DVD + Bonus-DVD)
- 2016: New Rag als 7" Vinyl-Single
- 2017: Behind the Gate (als Doppel-CD und Doppel-LP)
- 2017: Back to Universe - Archive Vol. 4 (als CD)
- 2018: Mountain Ultimate (als 2CD incl. "Spacedelic Odyssey" und Doppel-LP)
- 2018: Spacedelic Odyssey (als MC)
- 2019: Freak Valley Festival 2012 – Archive Vol. 5 (als CD)
- 2019: Special Outtakes 2005-2008 – Archive Vol. 6 (als CD)
- 2020: Menhir – Archive Vol. 7 (als CD und teilweise auf LP)
- 2021: Good Doberan – Archive Vol. 8 (als CD)

### Samplerbeiträge
- 2004: Green Skies auf Eclipsed-Rockmagazin-Sampler
- 2004: Long Distance Voyager auf Moonhead-Magazin-Sampler
- 2005: Bolivia auf Eclipsed-Rockmagazin-Sampler
- 2006: La Mano de Dios auf Eclipsed-Rockmagazin-Sampler
- 2006: Capitalists Nightmare auf Moonhead-Magazin-Sampler
- 2006: Mountain auf Herzberg-Festival-Sampler (auch als DVD)
- 2008: Whales auf Zappanale 18" Retrospective
- 2008: Lornas Vibrator auf Zappanale 18" Retrospective (DVD)
- 2008: Medicine Men auf Trip In Time Sampler
- 2008: Free Spirits auf Eclipsed-Rockmagazin-Sampler Ausgabe 6/08
- 2009: Transmigration auf Krautschock-Sampler Krautrock-World-Webradio
- 2009: Solarization auf Eclipsed-Rockmagazin-Sampler Woodstock-Sonderausgabe 6/09
- 2011: Journey to the Starglow Restaurant/Part 1b und 2 auf Eclipsed-Rockmagazin-Sampler 6/11
- 2013: She’s a Temple auf Eclipsed-Rockmagazin-Sampler 6/13
- 2014: Stranded auf Sons Of Kraut Sireena-Sampler 3/14
- 2014: Phonomorphosis (edit) auf Eclipsed-Rockmagazin-Sampler 4/14
- 2015: Cat Flow (edit) auf „German Rock Scene - The Clash Of Ages“/Bellaphon 9/2015
- 2016: Villamountain auf „New Way Of Krautrock“ Tonzonen-Sampler 11/2015
- 2016: Phonomorphosis (special edit „Phonomorph“) auf „Space Rock - An Interstellar Traveler’s Guide“ 6CD Box/Cleopatra Records/Los Angeles/2016